# Comité national olympique d'Azerbaïdjan
Le Comité national olympique d'Azerbaïdjan (en azéri : Azərbaycan Milli Olimpiya Komitəsi, AzMOK ; en anglais : National Olympic Committee of Azerbaijan Republic, NOCAR) est le Comité national olympique (CNO) de l'Azerbaïdjan au Comité international olympique (CIO).

## Présentation
Le Comité national olympique d'Azerbaïdjan a été créé en 1992, après la dislocation de l'URSS, et est responsable pour le mouvement olympique en Azerbaïdjan. En plus de gérer et de sélectionner la composition de ses délégations pour participer aux Jeux olympiques d'été ou d'hiver, de gros efforts ont depuis été accomplis par l'organisation pour relancer la pratique sportive dans le pays.
Élu en 1997, l'actuel président du Comité national olympique d'Azerbaïdjan est le Président de la République d'Azerbaïdjan, Ilham Aliev.